# Quatiguá
Quatiguá este un oraș în Paraná (PR), Brazilia.